# Roger Toffel
Roger Toffel (8. listopada 1909. – 1. srpnja 1969.) je bivši švicarski hokejaš na travi. 
Na hokejaškom turniru na Olimpijskim igrama 1936. u Berlinu je igrao za Švicarsku. Odigrao je tri susreta kao napadač. Švicarska je dijelila 5. – 11. mjesto. 

## Vanjske poveznice
- Profil na Sports Reference.com  Arhivirana inačica izvorne stranice od 19. svibnja 2011. (Wayback Machine)